# Грос-Панков (Прігніц)
Грос-Панков (Прігніц) (нім. Groß Pankow (Prignitz)) — громада в Німеччині, розташована в землі Бранденбург. Входить до складу району Прігніц. 
Площа — 248,79 км2. Населення становить 3808 ос. (станом на 31 грудня 2020).

## Демографія
- Динаміка населення з 1875 року в сучасних кордонах (Синя лінія: населення; Пунктир: відносна порівняльна динаміка населення землі Бранденбург; Сірий фон: період Третього рейху; Помаранчевий фон: період НДР)
- Динаміка населення (синя лінія) і прогнози

| Рік  | Населення |
| ---- | --------- |
| 1875 | 6 795     |
| 1890 | 6 478     |
| 1910 | 6 297     |
| 1925 | 6 714     |
| 1939 | 6 255     |
| 1950 | 10 034    |
| 1964 | 7 223     |

| Рік  | Населення |
| ---- | --------- |
| 1971 | 7 099     |
| 1981 | 5 840     |
| 1985 | 5 665     |
| 1990 | 5 387     |
| 1995 | 5 114     |
| 2000 | 4 868     |
| 2005 | 4 560     |

| Рік  | Населення |
| ---- | --------- |
| 2010 | 4 132     |
| 2015 | 3 955     |
| 2016 | 3 962     |
| 2017 | 3 875     |
| 2018 | 3 803     |
| 2019 | 3 789     |
| 2020 | 3 808     |

Джерела даних вказані на Wikimedia Commons.

## Галерея

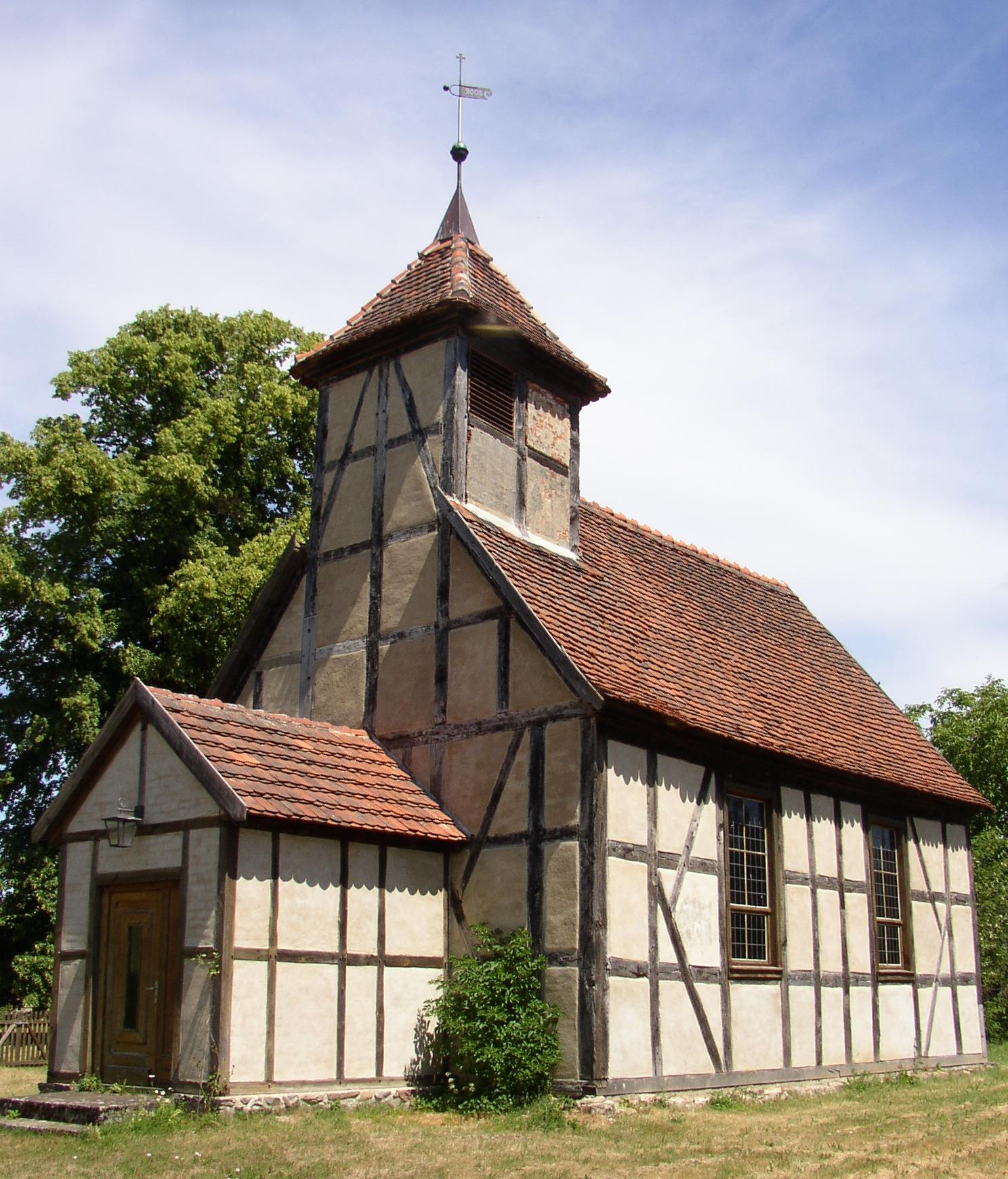
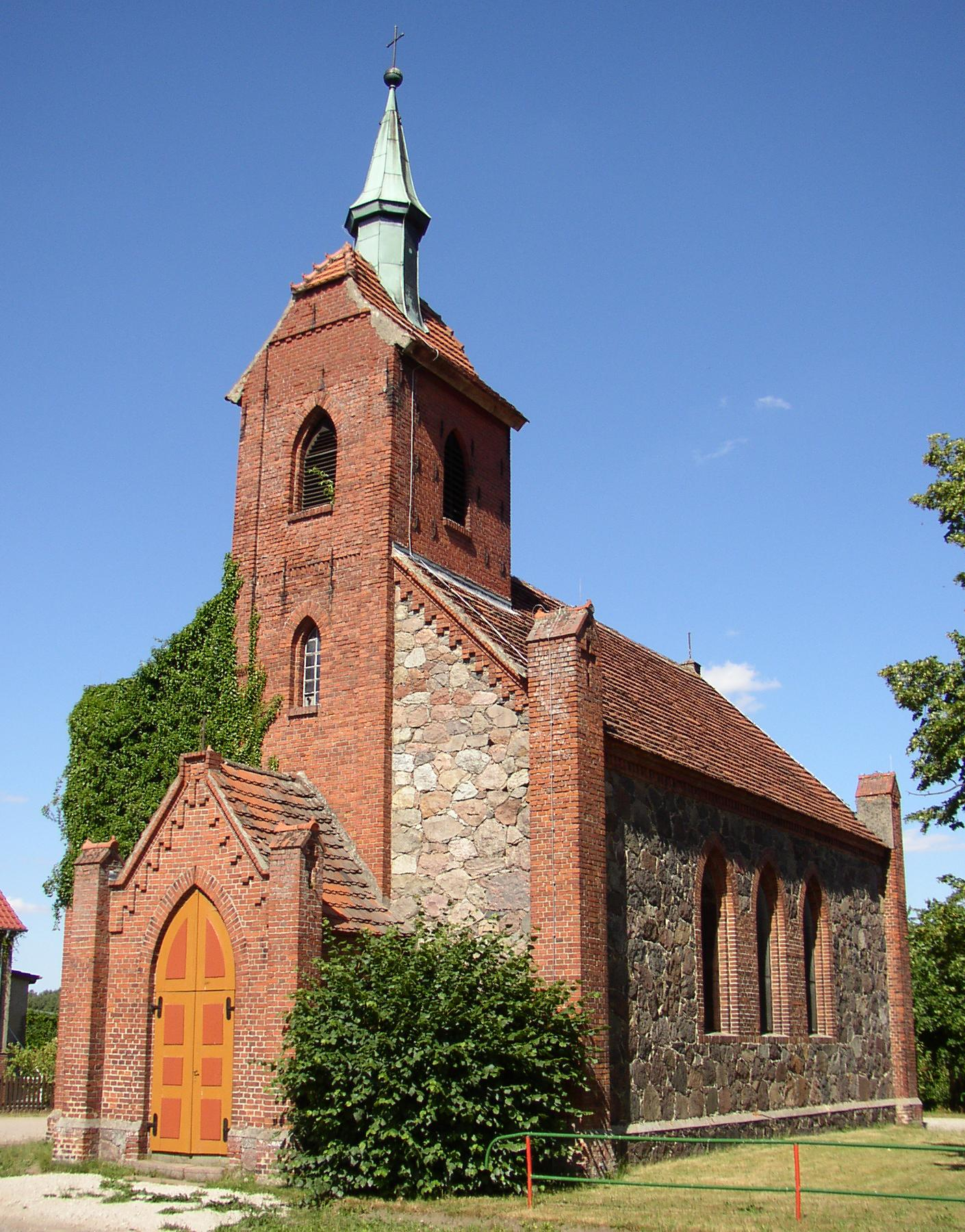
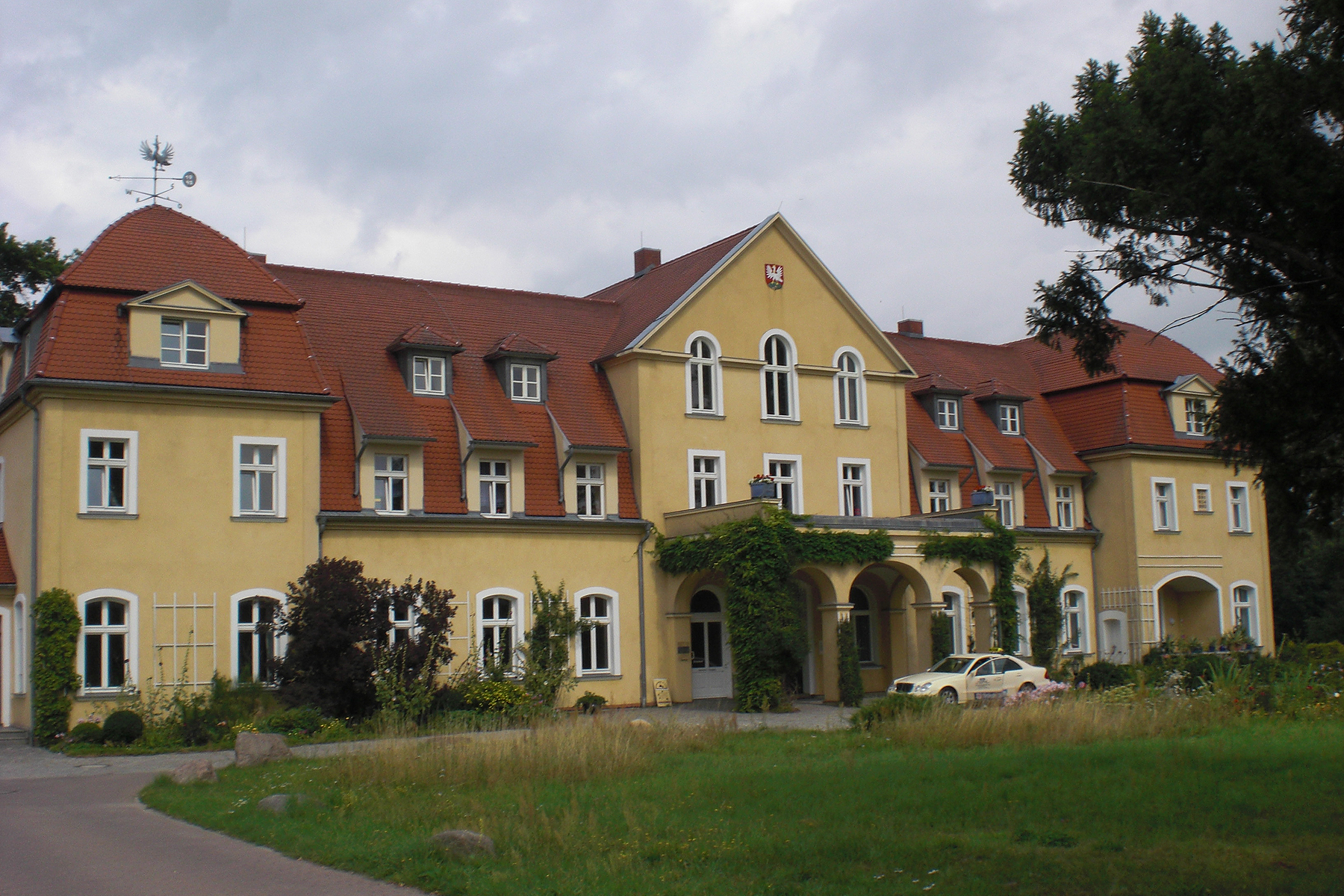